# Boncourt-le-Bois
 Boncourt-le-Bois  là một xã ở tỉnh Côte-d'Or trong vùng Bourgogne-Franche-Comté, phía đông nước Pháp. Khu vực này có độ cao từ 200-247 mét trên mực nước biển.